# Cebulowa teoria szczęścia
Cebulowa teoria szczęścia – koncepcja psychologiczna, której autorem jest psycholog społeczny i wykładowca akademicki Janusz Czapiński. 
Według niej człowiek jest w stanie – nawet po największym życiowym kryzysie – wrócić do równowagi. Dodatkowo poziom ogólnego zadowolenia z życia zależy przede wszystkim od pozytywnego nastawienia do ludzi i otaczającego nas świata. Koncepcja ta pomaga zrozumieć, dlaczego jedni otrząsają się po najcięższych kryzysach i problemach, a inni mimo ogólnego powodzenia są stale niezadowoleni z siebie i swoich życiowych osiągnięć. Taki powrót do równowagi nazywany jest w psychologii homeostazą szczęścia.

## Warstwy szczęścia

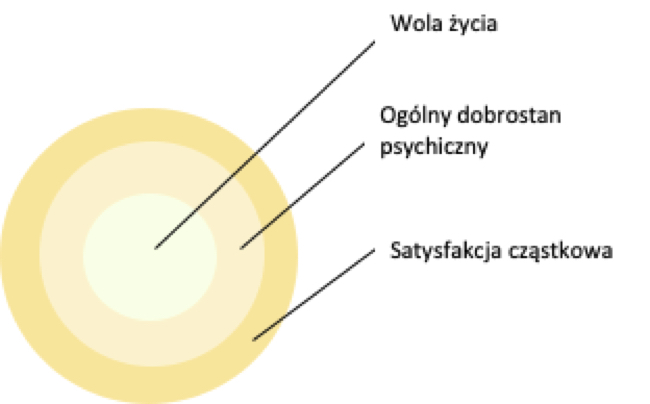
Warstwy szczęścia

Profesor Janusz Czapiński porównał szczęście do cebuli, która też składa się z warstw:
1. Wola życia - najgłębsza i najtrwalsza warstwa. Określa generalny poziom naszego szczęścia, który u każdego człowieka jest inny. Przez całe życie osiąga mniej więcej taką samą wartość. Nie możemy na nie wpłynąć, ponieważ zostało uwarunkowane genetycznie i jest poza naszą kontrolą. Funkcją warstwy jest utrzymywanie u każdego człowieka chęci do życia. Powoduje to, że po każdym kryzysie (traumatycznych przeżyciach: wypadkach, śmierci bliskich) walczy, żebyśmy odzyskali stan sprzed wstrząsających wydarzeń, dlatego nawet po największym niepowodzeniu podnosimy się i żyjemy dalej.
2. Dobrostan subiektywny - środkowa, pośrednia warstwa. Odpowiada za ogólne poczucie szczęścia, które odbieramy z pełną świadomością. Jest to bilans rzeczy pozytywnych, które jeszcze doświadczymy i tych, które już nam się udały.
3. Satysfakcje cząstkowe - najbardziej zewnętrzna i niestabilna warstwa. Jest odpowiedzialna za przelotne i nietrwałe wzloty i upadki, które oddziałują na pozostałe warstwy (praca, rodzina, dom, przyjaciele). Ich nasilenie i nasz odbiór wpływa na stopień dobrostanu subiektywnego (niektórzy większą uwagę zwracają na porażki, które długo rozpamiętują niż na sukcesy)

Wszystkie warstwy są ściśle powiązane z naszą ogólną sytuacją życiową.

## Badania
Proces ten wyjaśniają wyniki badań socjologicznych, według których ludzie niezależnie od tego skąd pochodzą mówią, że są osobami szczęśliwymi. Jest to spowodowane tym, że każdy z nas wyposażony jest w niezmienny poziom woli życia, który mimo przeciwności losu motywuje nas do ciągłego działania.
W Polsce zostały przeprowadzone badania, które potwierdzają prawdziwość teorii Janusza Czapińskiego. Zespół badawczy kierowany przez profesora zbadał wolę życia i dobrostan subiektywny u kobiet tuż po stracie mężów. Po 7 latach wdowy potwierdziły, że ich poziom szczęścia wrócił do pozycji sprzed traumatycznych wydarzeń.